# Felsőlugos
Felsőlugos - Felsőlugas - Oláhlugas (románul: Lugașu de Sus) falu Bihar megyében, a Partiumban, Romániában.

## Fekvése
Alsólugossal (Magyarlugas) szinte teljesen összenőve, tőle északra helyezkedik el.

## Történelem
1910-ben 624 lakosából 580 román, 18 magyar, 25 szlovák, 1 egyéb nemzetiségű volt.

## Népesség
A lakosság etnikai összetétele a 2002-es népszámlálási adatok alapján:
- Románok: 521 lakos
- Romák: 179 lakos
- Szlovákok: 130 lakos
- Magyarok: 4 lakos

## Látnivalók
- Örömhír („Buna Vestire”) ortodox fatemplom a XVIII. századból
- „Gruiul Pietrii”, őskőkorszaki rezervátum, a középső Triász korból származó tengeri hüllőkkel

## Gazdaság
A lakosság nagy része a mezőgazdaságban és a környező településeken dolgozik.